# Georges Hebbinckuys
Georgius (Georges) Dominicus Maria Hebbinckuys (Sint-Niklaas, 19 juli 1896 - Temse,  21 oktober 1957) was een Belgische apotheker en politicus voor de CVP.

## Levensloop
Hij was de zoon van senator Alfons Hebbinckuys. Georges Hebbinckuys was 18 jaar toen de Eerste Wereldoorlog uitbrak. Hij meldde zich als vrijwilliger voor het Belgische leger. Zijn oorlogsherinneringen werden later beschreven in zijn memoires. Na zijn studies vestigde hij zich als apotheker in Temse. Hij voltooide de retorica aan het front. Kort voor het eindoffensief vatte hij een opleiding aan de officiersschool van Gaillon aan. In 1922 behaalde hij zijn diploma voor apotheker aan de Compagnie Universitaire de Louvain.
Tijdens de Tweede Wereldoorlog was hij mobilisatieoverste van het Rode Kruis. Tijdens de nacht van 5-6 augustus 1943 werd hij door de bezetter opgepakt en gedeporteerd naar Watten nabij Saint-Omer te Frankrijk. Hij werd er twee maanden vastgehouden. In 1946 nam hij als lijsttrekker voor de CVP deel aan de gemeenteraadsverkiezingen in Temse. Hij werd verkozen tot gemeenteraadslid en begin 1947 benoemd tot burgemeester van Temse. Hij bleef burgemeester tot de verkiezingen van 1952.